# سد دختر کزنار
سد دختر کزنار در شهرستان الیگودرز، بخش مرکزی، روستای کزنار واقع شده و این اثر در تاریخ ۲۳ شهریور ۱۳۸۲ با شمارهٔ ثبت ۹۹۹۸ به‌عنوان یکی از آثار ملی ایران به ثبت رسیده است.